# Thomas Renner (Kirchenmusiker)

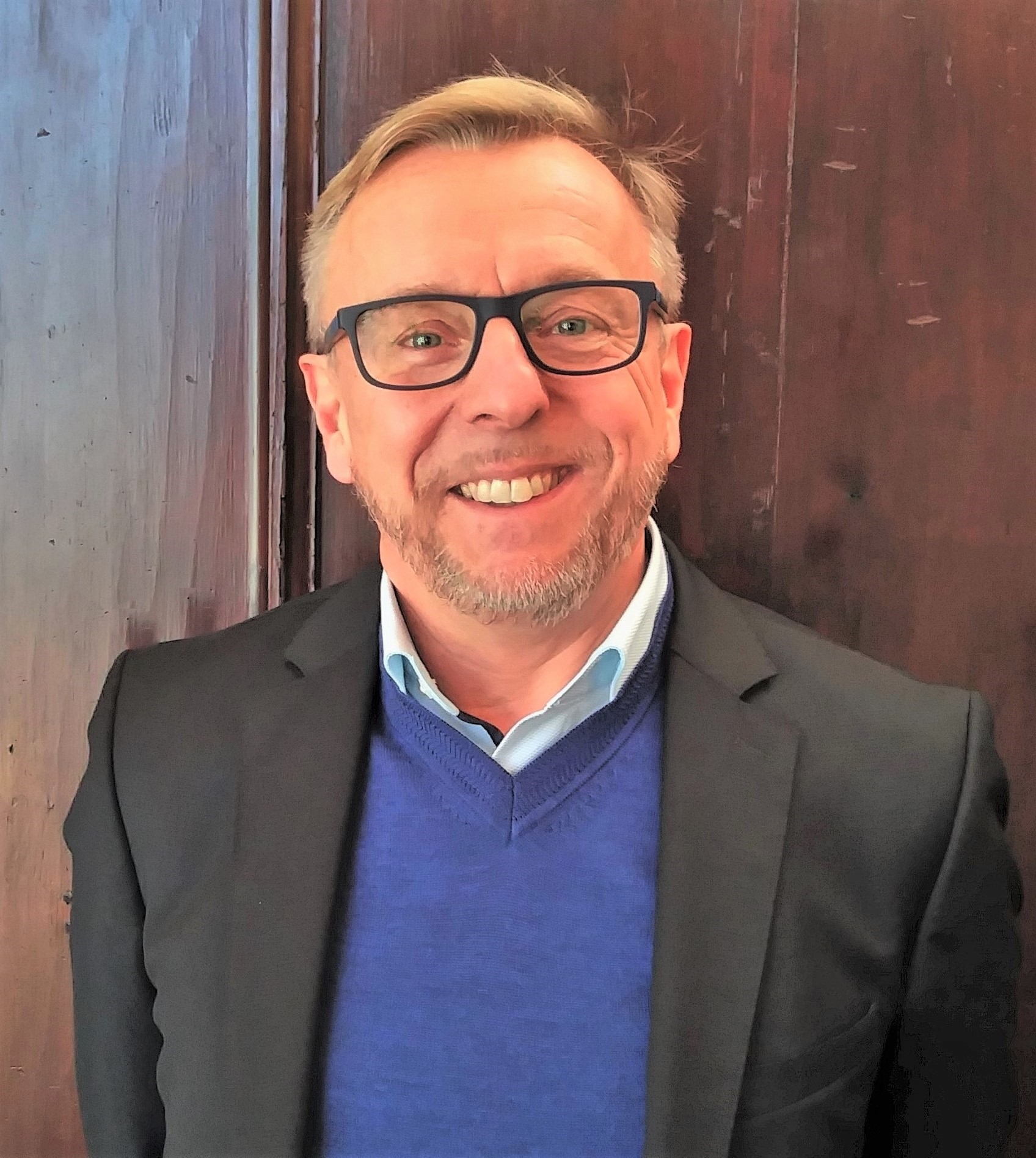
Thomas Renner (* 1962)

Thomas Renner (* 28. Juni 1962 in Regensburg) ist ein deutscher Organist, Chorleiter, Komponist und Pianist.

## Leben und Wirken
Thomas Renner besuchte von 1973 bis 1982 das Musikgymnasium der Regensburger Domspatzen. 1984 begann er das Studium der Kirchenmusik in München bei Harald Feller (Orgel) und Enjott Schneider (Tonsatz), welches er 1988 mit dem kirchenmusikalischen A-Examen abschloss. Es folgte ein zweijähriges Studium Chordirigieren von 1988 bis 1990 bei Fritz Schieri und Max Frey. Parallel dazu wirkt Renner seit August 1988 als hauptamtlicher Kirchenmusiker in der Pfarrkirche Heilig-Kreuz München-Obergiesing und seit 2006 zusätzlich als Chordirektor in der benachbarten Pfarrei St. Helena München-Untergiesing. Er schrieb zahlreiche Musikwerke, überwiegend für Chor und wechselnde Instrumentalbesetzung.
Folgende Gruppen obliegen seiner musikalischen Leitung: der Heilig-Kreuz-Chor, der Chor St. Helena, der Gospelchor Heilig Kreuz Gospel at Heart, der Giesinger Frauenchor die Band der Kolpingfamilie München-Giesing Heilig Kreuz e.V. Vision, die Orff-Spielgruppe (für Kinder im Kindergarten- und Grundschulalter). Die Jazzmusiker Valentin und Moritz Renner sind seine Söhne.

## Kompositionen

### Geistliche Chormusik
| Jahr | Name des Werkes | Besetzung                                                                                   | Uraufführung                                                                                          | Bemerkungen |
| ---- | --- | ------------------------------------------------------------------------------------------- | --- | --- |
| 1986 | Ordinarium breve | Chor a cappella                                                                             | | 2013 um das Gloria erweitert |
| 1987 | Sakrament der Liebe Gottes | Chor a cappella                                                                             | | |
| 1988 | Missa in adventu | Frauenchor und Orgel                                                                        | Dezember 1988, Heilig-Kreuz-Kirche München-Giesing                                                    | |
| 1988 | Passion nach Johannes | 3 Solisten, dreistimmiger Chor                                                              | Karfreitag 1989, Heilig-Kreuz-Kirche München-Giesing                                                  | 2019 Neue Fassung für Soli und vierstimmigen Chor |
| 1988 | Adoramus te Christe | Frauenchor a capella                                                                        | | Erschienen beim Sonat-Verlag |
| 1989 | Requiem | Chor und Orgel                                                                              | Heilig-Kreuz-Kirche München-Giesing                                                                   | |
| 1989 | 3 Spruchmotetten zum Advent | Tenor-Solo, Chor und Orgel                                                                  | 17. Dezember 1989 in der Pfarrkirche Sandersdorf                                                      | Auftragswerk für das Weihnachtskonzert in Sandersdorf Bestehend aus 3 Motetten: Tauet ihr Himmel, Bereitet dem Herrn den Weg, Der Geist des Herrn ruht auf mir |
| 1989 | Jauchzet dem Herrn alle Welt (100. Psalm) | Frauenchor und Orgel                                                                        | | |
| 1989 | Ave Maria | Singstimme und Orgel                                                                        | | |
| 1990 | Der Herr ist mein Hirte | Chor a capella                                                                              | | Motette nach Psalm 23 im Stil des 19. Jahrhunderts |
| 1991 | Sende aus deinen Geist | Frauenchor und Orgel                                                                        | | Motette nach Psalm 23 im Stil des 19. Jahrhunderts |
| 1992 | Surrexit pastor bonus | Frauenchor und Orgel                                                                        | | |
| 1993 | Regina caeli laetare | Solo-Sopran und Orgel                                                                       | | |
| 1994 | Missa classica | Frauenchor, Trompete, Pauke, Kontrabass und Orgel                                           | 1994, Heilig-Kreuz-Kirche München-Giesing                                                             | im Stil einer Missa brevis von Mozart |
| 1995 | Missa Ritmica | Sopran-Solo, Chor, Trompeten, Pauken und Orgel                                              | 1995, Heilig-Kreuz-Kirche München-Giesing                                                             | |
| 1995 | Ave Maria | Chor a cappella                                                                             | | im Stil des 19. Jahrhunderts |
| 1997 | De profundis (130. Psalm) | Soli, Chor, Orgel und Orchester                                                             | Heilig-Kreuz-Kirche München-Giesing                                                                   | |
| 1998 | Ecce lignum crucis | Bass-Solo und Chor a cappella                                                               | März, Heilig-Kreuz-Kirche Giesing                                                                     | |
| 1998 | Der Herr segne dich | Chor a cappella                                                                             | 12. Dezember 1998, Heilig-Kreuz-Kirche                                                                | Komposition zur Taufe eines seiner Söhne |
| 2000 | Hodie Christus natus est | Chor und Orchester                                                                          | 25. Dezember 2000, Heilig-Kreuz-Kirche München-Giesing                                                | Im Stil der Wiener Klassik |
| 2000 | Pater noster | Chor a cappella                                                                             | | Erschienen beim Sonat-Verlag, Aufnahme des Kammerchor Berlin                                                                                                   |
| 2000 | Kyrie und Gloria „2000“ | Schola, Chor, Gemeinde, Bläser und Orgel                                                    | Diözesankirchenmusiktag 2000, Liebfrauendom München                                                   | Auftragskomposition für den Diözesan- Kirchenmusiktag 2000 |
| 2001 | Missa jubilosa | A: Dreistimmiger Frauenchor und Orgel B: Chor, Trompeten, Pauke und Orgel                   | 2001, Wallfahrtskirche St. Maria Scheuer                                                              | Auftragskomposition für das 25-jährige Jubiläum des kath. Frauenbundes Scheuer-Mangolding                                                                      |
| 2002 | Der Geist des Herrn ruht auf mir | Drei gleiche Stimmen                                                                        | | Ruf vor dem Evangelium zum 3. Advent (Gaudete) |
| 2003 | Missa in G | Frauenchor, Flöte, Violoncello und Orgel                                                    | 2003, Heilig-Kreuz-Kirche München-Giesing                                                             | im Stil des 19. Jahrhunderts |
| 2003 | Haec dies | Frauenchor und Orgel                                                                        | | |
| 2004 | Stabat Mater | Soli, Chor und Orchester                                                                    | 21. März 2004, St. Franziskus München-Giesing                                                         | Auftragswerk für das Dekanatskonzert 2004 |
| 2005 | Sakrament der Liebe Gottes | Chor a cappella                                                                             | | im Stil des 19. Jahrhunderts |
| 2005 | Jauchzet dem Herrn alle Welt (100. Psalm) | Chor a cappella                                                                             | Heilig-Kreuz-Kirche München-Giesing                                                                   | fünfstimmig |
| 2006 | Gustate et videte | Kantor, Gemeinde, Chor, Flöte und Orgel                                                     | | Beitrag zum Kompositionswettbewerb für die „Tage neuer Kirchenmusik“ 2006 in München                                                                           |
| 2009 | Adoramus te Christe | Chor a cappella                                                                             | | |
| 2009 | Ave verum corpus | Chor a cappella                                                                             | 5. Juni 2009, Herz Jesu München-Neuhausen                                                             | Konzert in der Reihe „Offene Tore“ in Herz-Jesu |
| 2010 | Sonnengesang des Hl. Franz von Assisi | Chor, Bläser, Pauke und Orgel                                                               | 10. Oktober 2010, Königin des Friedens München-Giesing                                                | Auftragswerk für das Dekanatskonzert 2010 |
| 2011 | Veni, veni, Emmanuel (Adventskantate) | Solo-Sopran, Chor und Ensemble                                                              | 2011, Liebfrauenmünster Ingolstadt 8. Dezember 2012, Königin des Friedens München-Giesing             | 2012 Erweiterung von ursprünglich vier auf sieben Sätze |
| 2012 | Missa ostinata | Chor a cappella                                                                             | 26. Februar 2012, St. Helena München-Giesing                                                          | |
| 2012 | Weihnachtskantate | Soli, 3-stimmiger Chor und Kammerorchester                                                  | 12. Dezember 2012, Liebfrauenmünster Ingolstadt                                                       | Auftragswerk für das Gnadenthal-Gymnasium Ingolstadt; 2013 Fassung für vierstimmigen Chor                                                                      |
| 2013 | 3 Cantica der Osternacht | Chor a cappella                                                                             | 30. März 2013                                                                                         | Kurze Einleitungen zu den Antwortpsalmen der Osternacht |
| 2013 | Emitte Spiritum tuum | Chor a capella                                                                              | | Pfingstmotette im alten Stil |
| 2014 | Triptychon di Natale (weihnachtliche Kantate) | Soli, Chor und Orchester                                                                    | 21. Dezember 2014, St. Helena München-Giesing                                                         | |
| 2015 | Vexilla Regis | Chor, Posaune, Pauke und Orgel                                                              | 22. November 2015, Heilig Kreuz München-Giesing                                                       | Auftragswerk zur Wiedereröffnung der renovierten Heilig-Kreuz-Kirche                                                                                           |
| 2015 | Lux fulgebit (weihnachtliche Kantate) | Chor, Vibraphon, Harfe, Orgel und Streicher                                                 | 20. Dezember 2015, St. Helena München-Giesing                                                         | |
| 2016 | Missa Festiva | A: 3-stimmiger Chor und Kammerorchester B: 4-stimmiger Chor, Harfe, Bläser, Pauke und Orgel | 8. April 2016, Liebfrauenmünster Ingolstadt                                                           | Auftragswerk für das 50. Gründungsfest des Gnadenthal-Gymnasiums Ingolstadt                                                                                    |
| 2016 | Ubi Caritas | Chor a capella                                                                              | 24. März 2016, St. Helena München-Giesing                                                             | |
| 2017 | Singet dem Herrn ein neues Lied | Chor und Orgel                                                                              | Januar 2017, Heilig-Kreuz-Kirche Giesing                                                              | Anlässlich der Reihe „Zeit für mich“ |
| 2017 | 3 Antwortgesänge für die Osternacht | Chor a capella                                                                              | 15. April 2017, St. Helena München-Giesing                                                            | |
| 2017 | Ave Maria | Chor und Orgel                                                                              | Mai 2017, St. Helena München-Giesing                                                                  | |
| 2017 | Missa San Pietro | Chor und Bläser                                                                             | 7. November 2015, Petersdom Vatikanstadt (nur Sanctus) 14. Oktober 2018, Heilig Kreuz München-Giesing | Das Sanctus der Messe war als Auftragswerk für die Rom-Reise der Kirchenchöre der Erzdiözese München-Freising bereits 2015 komponiert.                         |
| 2018 | Halleluja | Chor, Bläser und Orgel                                                                      | 23. September 2018, St. Helena München-Giesing                                                        | Anlass des Festgottesdienstes zum 5-jährigen Bestehen des Pfarrverbandes Obergiesing                                                                           |
| 2019 | Missa quadragesimalis | Chor und Orgel                                                                              | 16. März 2019, St. Helena München-Giesing                                                             | Messvertonung für die Fastenzeit ohne Gloria |
| 2019 | Salve Regina | Chor und Orgel                                                                              | 29. Mai 2022, Heilig Kreuz, München-Giesing                                                           | Die ursprünglich geplante Uraufführung am 1. Mai 2020 in St. Helena München-Giesing konnte aufgrund der Corona-Pandemie nicht stattfinden.                     |
| 2019 | Magnificat | Soli, Chor und Ensemble                                                                     | 15. Dezember 2019, St. Helena München-Giesing                                                         | |
| 2020 | Mortem tuam | Chor a capella                                                                              | | Vertonung des Geheimnis des Glaubens. |
| 2020 | Missa Coronalis | Chor a capella                                                                              | 18. Oktober 2020, Heilig Kreuz, München-Giesing                                                       | Kurze Messvertonung zunächst ohne Gloria für zwei Chöre. Untertitel: „Messe für zwei Chöre im Abstand von mindestens 6 Metern“ 2022 um das Gloria ergänzt.     |
| 2021 | Missa Veni Creator | Chor und Orgel                                                                              | 23. Mai 2021, Heilig Kreuz, München-Giesing                                                           | Kurze Messvertonung auf der Grundlage des Pfigstmotivs „Veni Creator Spiritus“                                                                                 |
| 2021 | Ordinario Barocco 1. Introitus "Nun jauchzt dem Herren alle Welt" 2. Gloria "Allein Gott in der Höh sei Ehr" 3. Halleluja (Fugato) 4. Sanctus "Heilig heilig, dreimal heilig" 5. Agnus dei I "O Lamm Gottes, unschuldig" 6. Agnus dei II "Christe, du Lamm Gottes 7. Communio "Nun danket alle Gott" | Chor und Orgel                                                                              | | Choralbearbeitungen im Barockstil zu musikalischen Gestaltung der Messfeier                                                                                    |

Anmerkung:
1. ↑  Das Kyrie ist in einer vereinfachten Fassung für Gemeinde im neuen Gotteslob im Eigenteil der Erzdiözese München-Freising unter der Nummer 722/1 abgedruckt.

### Weltliche Chormusik
| Jahr | Name des Werkes                              | Bemerkungen |
| ---- | -------------------------------------------- | --- |
| 2013 | Frühlingslieder für gemischten Chor (Heft 1) | Inhalt: Der Frühling kommt bald (Text: Christian Morgenstern) Hummeln und Schmetterlinge (Text: Alfons Pillach) Des Frühlings schönste Chöre (Text: Alfons Pillach) |
| 2013 | Frühlingslieder für gemischten Chor (Heft 2) | Inhalt: Frühlingszuversicht (Text: Auguste Kurs) Winters Flucht (Text: Hoffmann von Fallersleben)                                                                   |
| 2013 | Sommerlieder für gemischten Chor             | Inhalt: Es war ein solcher Vormittag (Text: Christian Morgenstern) Spätsommer Wie liegt die Welt so frisch und tauig (Text: Wilhelm Busch)                          |
| 2013 | Herbstlieder für gemischten Chor             | Inhalt: Novembertag (Text: Christian Morgenstern) Graues Land (Text: Stefan Zweig) Herbsttag (Text: Rainer Maria Rilke)                                             |
| 2015 | Winternacht                                  | Für vierstimmigen Chor und Klavier; Text Nikolaus Lenau Im Stil eines romantischen Chorliedes                                                                       |

### Instrumentalmusik
| Jahr | Name des Werkes                           | Besetzung                    | Bemerkungen                                                       |
| ---- | ----------------------------------------- | ---------------------------- | ----------------------------------------------------------------- |
| 1996 | Intrada festiva                           | Blechbläser, Pauke und Orgel |                                                                   |
| 1997 | Kleine Suite im Barockstil                | Posaune und Orgel            |                                                                   |
| 2000 | Fanfare                                   | 3 Tompeten, Pauke und Orgel  |                                                                   |
| 2003 | Sortie                                    | Trompete und Orgel           |                                                                   |
| 2004 | Intrada „Auf, auf, mein Herz mit Freuden“ | Trompete, Horn und Orgel     |                                                                   |
| 2004 | Virga jesse floruit                       | Orgel                        | Orgelmeditation über „Es ist ein Ros' entsprungen“                |
| 2014 | Suite im Barockstil                       | Trompete, Posaune und Orgel  |                                                                   |
| 2017 | Marche Funèbre                            | 7 Blechbläser und Pauken     | Uraufführung 12. November 2017, Heilig Kreuz München-Giesing      |
| 2017 | Kleine Suite                              | Trompete, Horn und Posaune   | Uraufführung 19. November 2017, Heilig Kreuz München-Giesing      |
| 2017 | Halleluja-Fanfare zu GL 174/4             | Orgel                        | Intonation zum Halleluja-Ruf                                      |
| 2018 | Kleine Intraden für Orgel                 | Orgel                        | 6 einfache bis mittelschwere Stücke für den liturgischen Gebrauch |

### Songs und Gospels
| Name des Werkes                  | Uraufführung                                 | Bemerkungen              |
| -------------------------------- | -------------------------------------------- | ------------------------ |
| I will Give You Praise           | 6. Januar 2016, Lutherkirche München-Giesing |                          |
| Glorify                          | 6. Januar 2011, Lutherkirche München-Giesing | Text: Anette Weber       |
| Peace I leave with you           |                                              |                          |
| Jesus is my light                |                                              |                          |
| An Angel                         |                                              | Text: Christiane Schlotz |
| I believe in God                 |                                              |                          |
| Over the stable                  |                                              |                          |
| Gloria! Ein Kind ist uns geboren |                                              |                          |
| Glory to God                     |                                              |                          |
| For unto us a child is born      |                                              |                          |
| O little town of Bethlehem       | 6. Januar 2013, Lutherkirche München-Giesing |                          |
| I saw three ships                | 6. Januar 2015, Lutherkirche München-Giesing |                          |

### Neues Geistliches Lied
| Name des Werkes                                    | Bemerkungen                                        |
| -------------------------------------------------- | -------------------------------------------------- |
| Atme in mir, du heiliger Gest                      |                                                    |
| Das Brot des Lebens                                |                                                    |
| Das Kreuz                                          |                                                    |
| Dir will ich folgen, Herr                          | Text: Sibylle Straubmeier                          |
| Freunde an seinem Tisch                            |                                                    |
| Gehet hinaus in alle Welt                          |                                                    |
| Herr, erbarme dich                                 |                                                    |
| Ich bin mitten unter euch                          |                                                    |
| Ich glaube an Gott                                 |                                                    |
| Komm, Heilger Geist                                |                                                    |
| Mach mich, Herr, zu einem Werkzeug deines Friedens |                                                    |
| Magnificat anima mea                               | Liederbuch des 2. Ökumenischen Kirchentags München |
| Singt: Halleluja!                                  |                                                    |
| Tauflied                                           |                                                    |
| Erntedanklied                                      | 28. September 2011                                 |
| Und Du bist immer bei mir                          | Text: Sandra Härtel                                |
| Herr, Du bist die Hoffnung                         | Text: Sandra Härtel                                |
| Ohne Dich                                          | Text: Sandra Härtel                                |
| Gottes Schöpfung                                   | Text: Sandra Härtel                                |
| Am Anfang                                          | Text: Sandra Härtel                                |
| Hilf mir, Herr!                                    | Text: Sandra Härtel                                |